# جيرار لي كام
جيرار لي كام هو مدرس ثانوي وسياسي فرنسي، ولد في 24 فبراير 1954 في Plussulien ‏ في فرنسا. نشط حزبياً في الحزب الشيوعي الفرنسي. وقد انتخب  خلال فترته النيابية ‏ (23 مارس 2014 – 17 مايو 2020) وانتخب Mayor of Plénée-Jugon ‏ خلال فترته النيابية ‏ (16 مارس 2008 – 27 مايو 2020) وانتخب عضو مجلس الشيوخ الفرنسي ‏.